# Ochthebius peregrinus
Ochthebius peregrinus är en skalbaggsart som beskrevs av Armand D'Orchymont 1941. Ochthebius peregrinus ingår i släktet Ochthebius och familjen vattenbrynsbaggar. Inga underarter finns listade i Catalogue of Life.